# Emmanuel Gétaz
Pour les articles homonymes, voir Gétaz.
Emmanuel Gétaz, né à Lausanne en 1965, est un producteur de musique, un entrepreneur, un agent artistique et une personnalité politique vaudoise.

## Biographie
Emmanuel Gétaz étudie le droit à Berne durant deux ans avant de poursuivre ses études à Lausanne où il obtient une licence de Sciences politiques. En 2007, il complète cette formation académique en suivant le cours de management PED 1 et 2 (program of Executive Development) à l'International Institude for Management Development (IMD) de Lausanne.
Cependant, lorsqu'il obtient sa licence en Sciences politiques, Emmanuel Gétaz s'est déjà fait connaître des milieux artistiques, après presque dix ans de carrière au service des artistes. En effet, avec Daniel Thentz, Emmanuel Gétaz cofonde en 1983, à l'âge de dix-sept ans seulement, le Cully Jazz Festival. Il en préside le comité d'organisation durant vingt ans et reste ensuite président de la Fondation Lavaux Cully Jazz.
Très tôt désireux de participer aux décisions politiques, il est élu au conseil communal de Cully à l'âge de 22 ans et y siège durant dix ans. Après cette première expérience à la fois artistique et politique, Emmanuel Gétaz fonde en 1989 sa première société, une agence de management artistique. Il devient en 1991 le bras droit de Claude Nobs, cofondateur en 1967, avec Géo Voumard et René Langel, du Montreux Jazz Festival. Nommé directeur de production et des finances en 1993, il redresse les finances de la manifestation, qui sera bénéficiaire jusqu'à son départ, en 1998. On fait appel à lui en 1999 pour l'Expo.02, où il dirige le département des Special Events ; Emmanuel Gétaz gère alors un budget de 25 millions de francs et dirige une équipe de cinquante personnes. Il assure notamment la production exécutive du Spectacle d'Ouverture d'Expo.02, considéré comme un des spectacles les plus complexes jamais produits en Suisse.
C'est alors, après une pause de six mois au cours de laquelle il emmène sa famille en Australie et Nouvelle-Zélande, qu'il fonde, en 2003, la société Dreampixies, spécialisée dans le conseil, l'étude et la réalisation de projets culturels et audiovisuels. À ce titre, il est consultant pour le Paléo Festival de Nyon, le festival des Jardins musicaux de Cernier (Neuchâtel), des villes d'Yverdon et de Sion, de la Fondation de l'Orchestre symphonique de Bienne et de la Fondation suisse pour la culture Pro Helvetia. À Lausanne, il ouvre en 2005 la première salle de spectacle destinée à recevoir un public de deux cents à mille personnes, les Docks, construite dans le quartier du Flon. Malheureusement, à la suite des difficultés de gestion de la salle, il est démis de ses fonctions en janvier 2007.
Sa société développe également plusieurs projets de films. Citons, parmi ses réussites, le documentaire, dont il est coproducteur, Retour à Gorée (avec le chanteur et compositeur sénégalais Youssou N'Dour), lauréat de plusieurs prix (Best Documentary au Pan African Film Festival de Los Angeles en 2008, Meilleur documentaire suisse au festival Vision du réel de Nyon en 2007). Il produit en 2012 Viramundo - un voyage musical avec Gilberto Gil, un film consacré au chanteur, compositeur et ancien ministre de la Culture brésilien Gilberto Gil. Ses tâches multiples ne réfrènent pas son activité politique. Membre en 2004 du mouvement politique "Vevey libre", il cofonde en 2005 le mouvement "Montreux libre" pour lequel il est élu au conseil communal de Montreux en 2006 et réélu en 2011 et 2016. Il fait également partie du mouvement Vaud Libre, créé en 2009.

## Sources
- « Emmanuel Gétaz », sur la base de données des personnalités vaudoises sur la plateforme « Patrinum » de la Bibliothèque cantonale et universitaire de Lausanne.
- Horner, Olivier, "Le capitaine des Docks mis à pied", Le Temps, 2007/01/09
- A. DZ, "Emmanuel Gétaz veut affirmer l'existence d'un centre", 24 Heures, 2012/03/14, p. 3
- Robert, Arnaud, "Emmanuel Gétaz milite pour la polyvalence du Théâtre des Roseaux", Le Temps, 2003/08/28
- Prin, Mehdi-Stéphane, "Le centriste qui vient brouiller les cartes", 24 Heures, 2011/10/11, p. 21
- Delessert, Raphaël, "Pendant le tournage, Gilberto Gil a été princier", 24 Heures, 2013/05/02, p. 24
- Robert, Arnaud, "Pour ses 20 ans Cully Jazz s'offre une escapade aux quatre coins du son", Le Temps, 2002/01/16, 24 Heures 2001/12/07
- 2003/07/03, p. 25
- 2003/10/27, p. 23
- L'Hebdo, 2005/11/24, p. 76-80.